# Buczacz (stacja kolejowa)
Buczacz – pasażersko-towarowa stacja kolejowa. Jest w zarządzaniu Tarnopolskiego transportu kolejowego Kolei Lwowskiej. Końcowa stacja na linii Biała-Czortkowska – Buczacz. Odległość do najbliższej stacji Pyszkowce wynosi 7 km.
Pierwotny dworzec kolejowy został wzniesiony przy stacji kolejowej Galicyjskiej Kolei Transwersalnej i otwarty 1 listopada 1884, równocześnie z otwarciem ruchu na linii Stanisławów – Chryplin – Niżniów – Buczacz (według rocznika Szematyzm Królestwa Galicyi i Lodomeryi z Wielkiem Księstwem Krakowskiem, przestrzeń między Buczaczem i Husiatynem 5 listopada nie była jeszcze otwartą).
W latach 20. XX wieku od stacji w centrum miasta lub do innych miejscowości można było dostać się końmi (koszt od 2 do 3 zł), samochodem lub autobusem. W 1944 część torów od Stanisławowa do Buczacza została zniszczona przez wycofujące się wojska niemieckie. Od tego czasu stacja jest ostatnią na linii z Czortkowa.
W nocy z poniedziałku 31 października na wtorek 1 listopada 1898 zdarzyła się katastrofa kolejowa pociągu towarowego nr 1387 między stacjami Jezierzany i Buczacz wskutek wykolejenia lokomotywy i kilku wagonów, które spadły z nasypu. Maszynista, palacz i konduktor, którzy zginęli podczas katastrofy, zostali pochowani 3 listopada we wspólnym grobowcu na cmentarzu w Stanisławowie.
Zrujnowana w czasie II wojny światowej.
Ludzie
- Teofil Gębarowicz, naczelnik c.-k. Sekcji konserwacji kolej dla przestrzeni Monasterzyska – Biała Czortkowska w latach 1905-1908[7][8][9][10], 1911[11], 1913[12]
- Jan Gorstmann, starszy inżynier, naczelnik c.-k. Sekcji konserwacji kolej dla przestrzeni Monasterzyska – Kalinowszczyzna w 1898[13]
- Artur Kliment, naczelnik c.-k. Sekcji konserwacji kolej dla przestrzeni Monasterzyska – Biała Czortkowska w latach 1903-1904[14][15]
- Franciszek Felczyński – naczelnik urzędu stacyjnego w latach 1885-1886[16][17]
- Artur Osoliński, inżynier, naczelnik urzędu stacyjnego w 1898[18]
- Samuel Nelken, starszy inżynier, naczelnik urzędu stacyjnego w 1900[19]
- Kazimierz Latinek, naczelnik urzędu stacyjnego, m.in. w latach 1903-1905[20][21][22], 1908[23]
- Stanisław Moryc, zastępca naczelnika sekcji konserwacji, w 1905[22]
- Franciszek Otevrel, asystent, z maja 1905 naczelnik stacji w Jamnicy; W. Bryk, asystent[24]
- Władysław Ostrowski, komisarz kolejowy (1915)[25]
- Wilhelm Ojak, Karol Szeligowski[26]
- Mykoła Padoch, Bazyli Bojczuk[23].